# Kamienica przy ulicy Długiej 8 w Krakowie
Kamienica przy ulicy Długiej 8 – zabytkowa kamienica znajdująca się w Krakowie, w dzielnicy I przy ulicy Długiej, na Kleparzu.
Kamienica została wzniesiona w 1907 roku według projektu architekta Józefa Pokutyńskiego.
27 maja 1968 budynek został wpisany do rejestru zabytków. Znajduje się także w gminnej ewidencji zabytków.